# ギルドロップス
ギルドロップスは、BSフジで放送中の声優バラエティ番組『＜ジャパコンProject＞ギルドフレンズ～世界へ？ 本気です！～』(旧番組タイトル：＜ジャパコンProject＞ギルドフレンズ～飯田里穂の！世界へ？本気です！～)発の声優アイドルユニット。所属レーベルはStar Radio Records(スターレディオレコーズ)。

## 概要
ギルドロップスは、声優の飯田里穂によるプロデュースのもと、結成された新人声優アイドルユニット。
2018年4月から江原裕理、小坂井祐莉絵、ながえゆあの3名での活動を開始し、同年6月に山田麻莉奈が加入。4名体制となり、翌7月に『ようこそ!! ワンガン夏祭り THE ODAIBA 2018』のマイナビステージでデビューイベントを実施。デビュー曲『ルナティック・ブレイブ』を披露する。
2018年9月26日には1stシングル『ギルドロップス～colors from「ギルドフレンズ」』をリリースし、翌10月にFFACG EXPO 上海にて初の海外ステージを経験。同月から八王子エフエムで冠ラジオ番組『ギルドロップス＆フレンズ』もスタートする。
2019年3月31日にはBSフジのオリジナルCGアニメ「シーサイド荘のアクアっ娘」が放送され、同作にてギルドロップスのメンバーがキャラクターボイスを担当。同年8月に同作のエンディングテーマが収録された2ndシングル『CANDY☆DROP』をリリースする。
2020年2月21日に2期生として星ノ谷しずくと那谷柊優が加入し、6名体制となる。同年7月22日に3rdシングル『カラフル ドロップス』をリリースし、ユニット初のMusic Videoが制作される。
2020年9月22日に初のファンミーティング(オンライン)を開催。その中で新衣装の披露が行われるとともに、公式オンラインショップの開設と2020年12月に初ワンマンライブの開催が決定したことを告知される。
2020年11月11日に公式Twitterにおいて、2020年12月26日に1st LIVEが無観客の配信LIVEとして開催される事が発表される。
2020年12月19日に公式Twitterにおいて、4枚目のCDとなる『それでも僕らは…。』が2021年1月27日に発売される事が告知される。また、同時に新曲は1st LIVEにて初披露されることも告知される。
2021年4月より冠番組「お尋ね ギルドロップス」がBSフジにて放送開始。また、ギルドロップスメンバーがBSフジのバラエティ番組「サンド道楽」の番組ナレーターを担当することが、BSフジ アニメギルドLIVE2021で発表された。
2021年9月30日付で、2期生の星ノ谷しずくがグループを卒業し、同年10月以降は5人体制で活動していたが、2023年4月より3期生として比奈本しおんが加入し再び6人体制となった。

## メンバー
| 名前                          | 愛称         | 誕生日   | メンバーカラー | 出身地 | 血液型 | テイスト | 所属事務所         |
| ----------------------------- | ------------ | -------- | -------------- | ------ | ------ | -------- | ------------------ |
| 江原裕理(えはら ゆり)         | ゆりぱん     | 8月22日  | 黄             | 山口県 | B型    | レモン   | ユーフォーテーブル |
| ながえゆあ                    | ナガエさん   | 11月30日 | ピンク         | 愛媛県 | O型    | ピーチ   | オフィスアネモネ   |
| 小坂井祐莉絵(こざかい ゆりえ) | ゆりっぺ     | 7月6日   | 緑             | 愛知県 | O型    | メロン   | クロコダイル       |
| 那谷柊優(なたに しゅう)       | しゅうちゃん | 10月22日 | 紫             | 秋田県 | O型    | グレープ | スリートゥリー     |
| 比奈本しおん(ひなもと しおん) | しおたん     | 12月16日 | オレンジ       | 大阪府 | O型    | オレンジ | EARLY WING         |

### 旧メンバー
| 名前                          | 愛称   | 誕生日  | メンバーカラー | 出身地   | 血液型 | テイスト     | 活動期間                      | 所属事務所         |
| ----------------------------- | ------ | ------- | -------------- | -------- | ------ | ------------ | ----------------------------- | ------------------ |
| 星ノ谷しずく(ほしのや しずく) | しずく | 5月17日 | 赤             | 神奈川県 | B型    | ストロベリー | 2020年2月21日 - 2021年9月30日 | クレイジーボックス |
| 山田麻莉奈(やまだ まりな)     | まりり | 3月24日 | 青             | 福岡県   | B型    | ソーダ       | 2018年6月16日 - 2024年3月31日 | クロコダイル       |

## ディスコグラフィ
| 発売日         | 商品名                                        | 歌               | 楽曲                                                                           | 備考                                                                                                | 最高位 |
| -------------- | --------------------------------------------- | ---------------- | ------------------------------------------------------------------------------ | --------------------------------------------------------------------------------------------------- | ------ |
| 2018年9月26日  | ギルドロップス～colors from『ギルドフレンズ』 | ギルドロップス   | 「ルナティック・ブレイブ」                                                     | 「Asobox ONLINE」CMソング                                                                           | -      |
| 2018年9月26日  | ギルドロップス～colors from『ギルドフレンズ』 | ギルドロップス   | 「アイス・クリーム」 「マカロニグラタン」 「カエル」                           | | -      |
| 2019年8月21日  | CANDY☆DROP                                    | ギルドロップス   | 「CANDY☆DROP」                                                                 | アニメ『シーサイド荘のアクアっ娘』エンディングテーマ                                                | -      |
| 2019年8月21日  | CANDY☆DROP                                    | ギルドロップス   | 「君色、オトメゴコロ。」                                                       | テレビ番組『日本史の新常識』エンディングテーマ                                                      | -      |
| 2019年8月21日  | CANDY☆DROP                                    | ギルドロップス   | 「あいまいシナモン」                                                           | | -      |
| 2020年7月22日  | カラフル ドロップス                           | ギルドロップス   | 「カラフルドロップス」                                                         | テレビ番組『ギルドフレンズ』関連曲                                                                  | -      |
| 2021年1月27日  | それでも僕らは…。                             | ギルドロップス   | 「彩響Dreamer」 「Make You Smile!」 「それでも僕らは…。」                      | テレビ番組『ギルドフレンズ』エンディングテーマ                                                      | -      |
| 2021年12月22日 | 何回目のダイスキ？                            | ギルドロップス   | 「何回目のダイスキ？」                                                         | | -      |
| 2022年6月22日  | WANNA BE BRIGHT                               | ギルドロップス   | 「あいまいシナモン (5人Ver)」                                                  | アニメ『理系が恋に落ちたので証明してみた。r=1-sinθ』挿入歌                                          | -      |
| 2022年10月22日 | 虹色★わんだー                                 | ギルドロップス＋ | 「虹色★わんだー」 「Positron Angel」 「何回目のダイスキ?」 「WANNA BE BRIGHT」 | | -      |
| 2023年4月19日  | Five Sisters                                  | ギルドロップス   | 「NonFiction」 「friandise♡」 「気まぐれ☆QUEST」                               | | -      |
| 2023年6月28日  | メグリメグッテ                                | ギルドロップス   | 「メグリメグッテ」                                                             | アニメ『異世界ワンターンキル姉さん 〜姉同伴の異世界生活はじめました〜』第11話挿入歌                 | -      |
| 2023年6月28日  | メグリメグッテ                                | ギルドロップス   | 「YES or NO」                                                                  | | -      |
| 2024年02月14日 | Baby love!Baby please!                        | ギルドロップス   | 「Baby love! Baby please!」                                                    | アニメ「名湯『異世界の湯』開拓記 〜アラフォー温泉マニアの転生先は、のんびり温泉天国でした〜」主題歌 |        |
| 2024年02月14日 | Baby love!Baby please!                        | ギルドロップス   | 「何度だって、歩き出せるから」                                                 | |        |

## 出演番組
- ギルドフレンズ（2018年4月- 、BSフジ）
- お尋ねギルドロップス（2021年4月16日 - 、BSフジ）